# 原孝吉
原 孝吉（はら こうきち、1884年（明治17年）10月24日 - 1968年（昭和43年）9月22日）は、日本の実業家、政治家。衆議院議員。

## 経歴
福島県安積郡小原田村（小原田村大字小原田を経て現郡山市）で、原五郎八の三男として生まれる。実家が貧しかったため、幾多の困難を乗り越えて畳製造販売業を営んだ。
実業界では、東北木工社長、福島県土木建築職種別組合協議会長、同畳商工業協同組合理事長、郡山商工会議所常議員などを務め、1947年（昭和22年）全国畳商工会長に就任した。
政界では、郡山市会議員（5期）、同第5代議長（1945年6月8日から1947年4月30日まで）、福島県会議員（3期）を務めた。1947年4月、第23回衆議院議員総選挙で福島県第1区から民主党公認で出馬して当選した。1949年（昭和24年）1月の第24回総選挙は次点で落選し、衆議院議員に1期在任した。この間、民主党常議員会副会長などを務めた。
その他、福島家庭裁判所調停委員、郡山ボーイスカウト団長などを務めた。
1968年9月22日、老衰のため郡山市の自宅で死去した。